# Pinkydoll
 (décembre 2023).
Fedha Fernande Nkoy Olenga Sinon, ou Fedha Sinon, connue en ligne sous le nom de Pinkydoll, est une live-streamer canadienne et une personnalité des médias sociaux. 
Ses « livestreams PNJ », dans lesquels elle réagit aux cadeaux qui lui sont envoyés avec des phrases et des mouvements répétitifs, sont devenus viraux en 2023[réf. nécessaire].

## Biographie
Avant de commencer sa carrière sur les réseaux sociaux, Fedha Sinon travaille comme strip-teaseuse et mannequin webcam. Pendant un certain temps, elle dirige une entreprise de nettoyage à Montréal, mais perd l'entreprise après s'être rendue aux Seychelles pour les funérailles de son beau-père. À la recherche d'une nouvelle façon de gagner de l'argent, Sinon commence à diffuser en direct sur TikTok sous le nom de Pinkydoll. À partir de janvier 2023, après qu'un commentateur écrit qu'elle ressemble à un personnage non-joueur de jeu vidéo, elle lance le « streaming NPC » : un phénomène dans lequel les livestreamers sur TikTok réagissent aux cadeaux qui leur sont envoyés par l'auditoire avec des mouvements et des phrases répétitifs et mécaniques comme s'ils étaient un PNJ,. En plus de ces expressions redondantes, Sinon diffuse fréquemment en train de faire éclater des grains de maïs avec un fer à lisser. Le personnage de Pinkydoll est basé sur les personnages non-joueurs de la série de jeux vidéo Grand Theft Auto,.
Des captures d'écran des diffusions en direct de Pinkydoll sur TikTok deviennent virales sur les réseaux sociaux en juillet 2023 : ses phrases répétitives, telles que « ice cream, so good » en réponse au cadeau de cornet de glace et « gang gang » en réponse au cadeau GG sont devenues des mèmes. La viralité de ses diffusions en direct provoque une augmentation du nombre de streamers PNJ utilisant ses phrases ainsi que des parodies d'elle. Son compte TikTok atteint 400 000 abonnés le même mois, tandis que ses livestreams lui rapportent jusqu'à 7 000 $US par jour en rejoignant des centaines de milliers de personnes, dont Timbaland et ATL Jacob, deux de ses principaux observateurs lors de l'une de ses diffusions en direct. Les critiques attribuent la popularité de Pinkydoll au phénomène de la vallée de l'étrange créé par ses mouvements anthropomorphiques. à la confusion provoquée par son personnage, à sa « qualité de star » et à sa « voix de miel », à une « combinaison surréaliste de sex-appeal et de langage corporel fluide des personnages de jeux vidéo », et à ses livestreams étant considérés comme du contenu fétichiste. Également en juillet 2023, elle subit des réactions négatives après avoir annoncé qu'elle accepterait un poste à Hollywood lors des conflits de travail à Hollywood de 2023 .

## Vie privée
Pinkydoll a un fils.